# Charnaigre

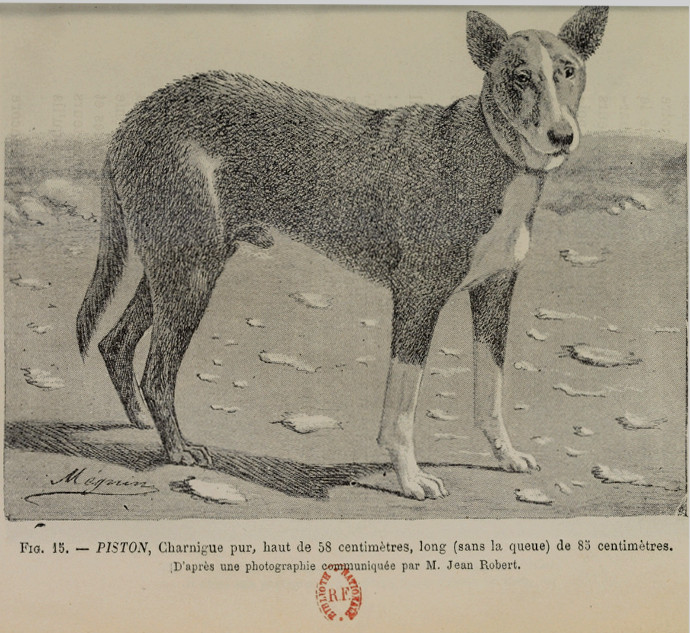
Foto estratta da: «Le chien et ses races. Tome 3» di Pierre Mégnin (1828-1905)

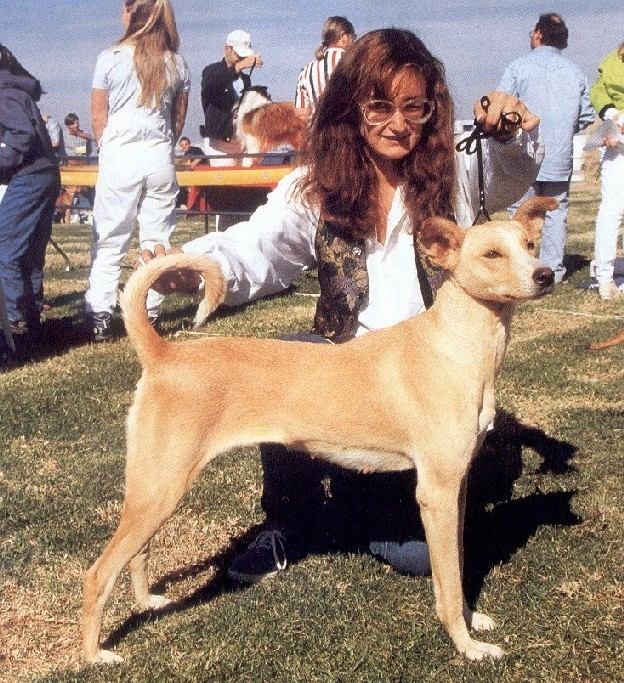
Un Kritikos Lagonikos cui somiglia moltissimo il charnaigre

Il cane charnaigre o charnègre o charnique è un cane da caccia tipo podenco oggi estinto, originario della Provenza, Linguadoca e Rossiglione, regioni del sud della Francia.
Charnègre significa "faccia nera", riferendosi al muso color carbone rosso della razza.

## Storia
Secondo alcuni è un cane originario, come il cirneco dell'Etna in Sicilia o al segugio ibizenco, da un tipo di cane originario del nord Africa, la cui esistenza era già nota nell'antico Egitto all'epoca della faraoni (Tesem levriero), molto vicino al Kritikos Lagonikos (levriero cretese) nel suo aspetto fisico.
I romani lo utilizzavano per la caccia come testimoniano numerosi mosaici.
La presenza del carneigre in Provenza potrebbe derivare dall'arrivo di cani dal Maghreb da parte dei Saraceni durante la loro occupazione.
Fu utilizzato fino alla fine dell'Ottocento per la caccia ai conigli, caccia dove il fucile non era indispensabile, e dove il cane cercava la pista del coniglio con un trotto lento e con il suo naso basso, lo inseguiva e lo catturava, oppure lo spingeva nella tana dove se ne prendeva cura il furetto. Era questo un cane molto popolare tra i bracconieri che lo usavano con il furetto.

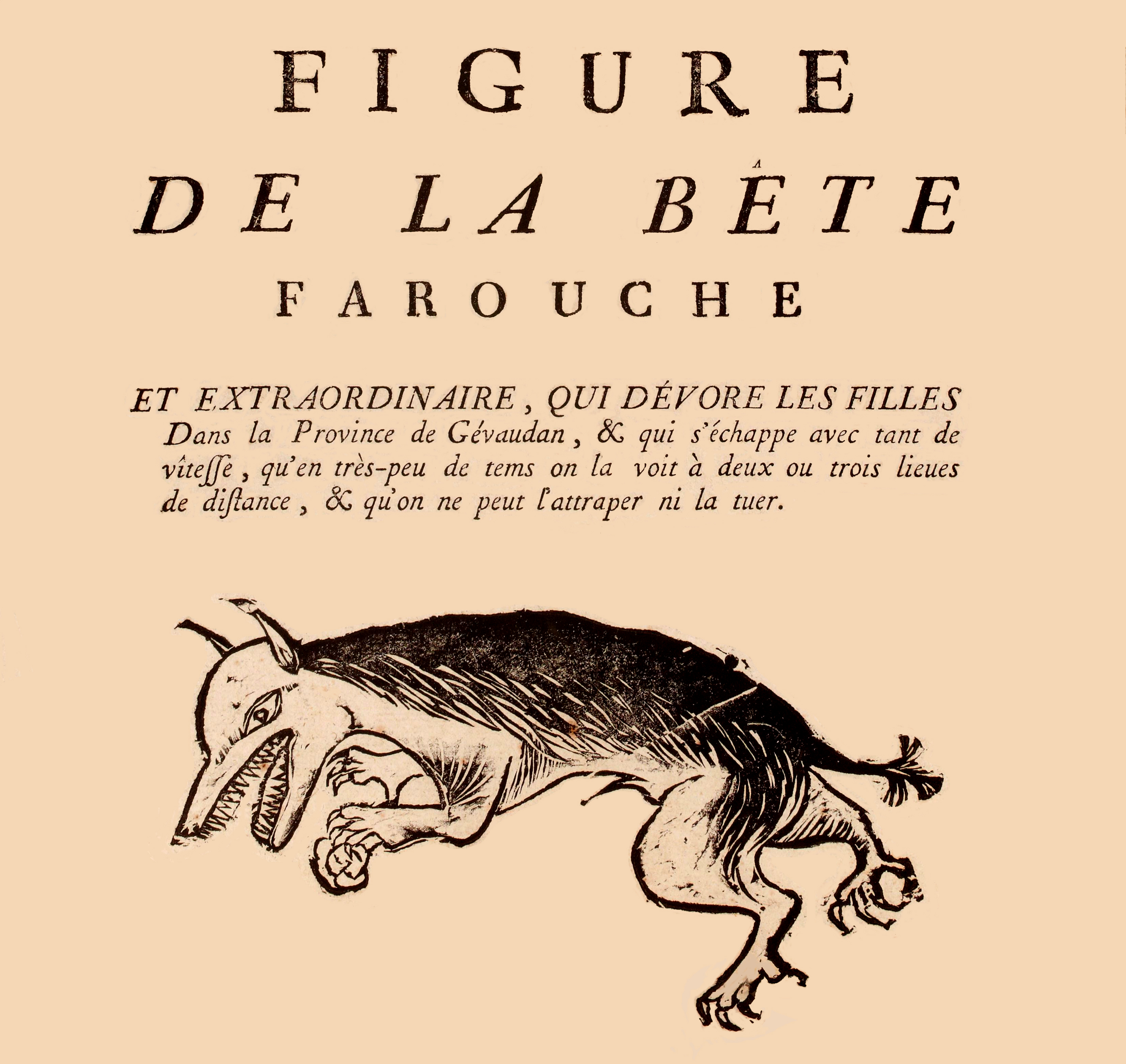
La Bête du Gévaudan. Gravure sur bois. Bnf. (1764)

Dal 1844 a tutt'oggi e vietata la caccia con l'uso di questo cane a seguito di una sentenza del tribunale di Aix-en-Provence, confermata poi dalla Corte di Cassazione. Da quel momento la razza declinò fino a scomparire del tutto.
Questo evento ha portato alla scomparsa dei levrieri dal territorio francese, infatti scomparvero oltre il cane charnaigre anche il levriero di Bretagna e il levriero di Champagne.
Il cane di charnaigre potrebbe essere coinvolto nel caso della Bestia del Gévaudan, infatti, nel giugno dell'anno 1764 fino al giugno 1769 Langogne, nella regione dell'Occitania; furono segnalati diversi casi di uccisioni violente di persone, presumibilmente da parte di lupi o simili, secondo esami autoptici effettuate sui resti.
In un testo del 2016 viene citato il cane charnaigre:
(Claude Lamboley, La Bête du Gévaudan. Académie des Sciences et Lettres de Montpellier 2016 p. 413)
Nel 2016 venne presentata a Parigi, dal giornalista Jean-Claude Bourret, una scultura della Bestia realizzata a grandezza naturale secondo le misure esatte del verbale dell'autopsia di Marin.

## Caratteristiche
L'altezza del maschio non superava i 70 cm e quella della femmina i 65; con un fisico sempre asciutto mai grasso, aveva occhi color ambra e orecchie erette. Era un cane da caccia molto versatile: alcuni lo usavano come levriero, altri come cane da punta, altri ancora come segugio.
Era apprezzato per la velocità e intelligenza, pur essendo nella caccia brutale, crudele, irascibile, rispettoso di sé e indipendente. Tuttavia, era devoto al suo padrone, anche se gli obbediva solo quando voleva, il che rendeva difficile l'addestramento.
La testa del Charnigue è più massiccia di quella del Greyhound, è più sviluppata sul cranio; le orecchie sono dritte, appuntite, piantate alte e molto mobili, ricoperte di pelo finissimo. 
Il tartufo, ben aperto, è del colore del pelo, il muso è lungo, rotondo, mai adunco; la fronte stretta e lunga. 
Le mascelle sono molto uniformi, senza labbra, ben fornite di denti bianchi. Occhi marrone dorato, obliqui il collo è dritto, mai arcuato. 
La spalla lunga, obliqua, leggermente sporgente, il petto stretto e profondo, la gamba lunga è asciutta e magra e il piede è allungato.
Le costole sono sporgenti, i lombi robusti e un po' arcuati, la lunga coda è fornita di peli semilunghi, la coscia è lunga, piatta, ben muscolosa, glabra all'interno.
Il pelo è corto, duro, aderente alla testa e alle zampe, più lungo sul dorso, sul collo e sulla coda. Il colore è rosso fulvo che diventa più chiaro sotto il ventre e sul petto. L'aspetto generale è snello e asciutto.